# Левитський Дмитро Костянтинович
Дмитро́ Костянти́нович Леви́тський (3 (15) листопада 1886, Вільно — 9 лютого 1959, Прага) — український співак (тенор), музичний критик, педагог.

## Життєпис
1906 закінчив Житомирську гімназію.
1927 — закінчив Празьку консерваторію (клас співу Е. Фукси) та 1939 —  філософський факультет Карлового університету в Празі.
Навчався в Університеті святого Володимира у Києві, де був заступником хормейстера.
1919—1920 — артист Української республіканської капели О. Кошиця.
З 1920 — у Празі: 1921—1935 — викладав спів в Українському високому педагогічному інституті та в Консерваторії (1929—1931, 1945—1950). Читав лекції з теорії музики в Українському вільному університеті в роки, коли університет базувався у Празі.
1950—1959 — викладач Академії музичних наук.
Серед його учнів — Едуард Гакен, Я. Герольд, В. Крилова.
Як музичний критик друкувався в журналі «Українська музика» (1937—1939).
Приятелював з хореографом Володимиром Лібовицьким.

## Репертуар
Твори композиторів Миколи Лисенка, Якова Степового, Кирила Стеценка, Бетховена, Антоніна Дворжака, Владислава Заремби.